# 泣き顔にKISS
『泣き顔にKISS』（なきがおにキス）は、ツムギによる日本のケータイ小説作品。

## 概要
2007年8月に竹書房より書籍化され、2008年に魔法のiらんど内でケータイドラマ化された。書籍は19万部を超えている。
2009年4月・5月・6月にアスキー・メディアワークスの魔法のiらんど文庫にて小説が文庫化。2007年から2010年にかけて漫画版が発表された。

## あらすじ
泣き虫な女子高生・伊織とサラリーマンの勇介のラブストーリー。

## 登場人物
- 楢崎 伊織

必要以上に涙腺の弱い、泣き虫な女子高生。
遅刻間際に校門で涙をふいていたところに勇介が通りかかり、後に親友のメグから紹介された笹川シンジに襲われそうになったところを助けてもらい、再会する。その後、勇介に告白され、付き合うこととなる。
下巻では、姉の結婚を機に、勇介と同居生活をおくる。
物語の最後では、アパレル関係の大学に入るため、勇介と遠距離恋愛に。その4年後に勇介と結婚。
- 泉 勇介

出版社に勤める。伊織の彼氏。
伊織曰く、エッチでドライ。でも、実際少し厳しいところもある。
後に伊織と結婚。
- 楢崎 詩織

伊織の姉。勇介と同じ会社に勤めている。
- メグ

伊織の親友であり、恋愛の先輩。

## ドラマ

### スタッフ
- 監督-及川中

### キャスト
- 楢崎伊織：小林美幸
- 泉勇介：谷口賢志
- 楢崎詩織：猪俣ユキ
- メグ：麻生夏子
- 雅樹：河野朝哉
- ミナミ：加藤真弓
- シンジ：岡田光
- 潤：本田有

## 書籍
竹書房（単行本）
- 泣き顔にKISS 上（2007年8月29日発売） ISBN 978-4812432600
- 泣き顔にKISS 下（2007年8月29日発売） ISBN 978-4812432617

メディアワークス（魔法のiらんど文庫）
- 泣き顔にKISS（全3巻）

1. （2009年4月25日発売）ISBN 978-4048677547
2. （2009年5月25日発売）ISBN 978-4048678018
3. （2009年6月25日発売）ISBN 978-4048678346

双葉社（ジュールコミックス COMIC魔法のiらんどシリーズ） 
- 泣き顔にKISS（全9巻）

1. （2007年6月21日発売） ISBN 978-4575333336
2. （2007年9月21日発売） ISBN 978-4575333428
3. （2008年1月21日発売） ISBN 978-4575333527
4. （2008年6月21日発売） ISBN 978-4575333633
5. （2008年11月21日発売） ISBN 978-4575333763
6. （2009年5月21日発売） ISBN 978-4575333862
7. （2009年9月19日発売） ISBN 978-4575333961
8. （2010年2月20日発売） ISBN 978-4575334128
9. （2010年3月20日発売） ISBN 978-4575334159